# Klein-Moor
Klein-Moor ist ein Ort in der Gemeinde Seevetal im Landkreis Harburg in Niedersachsen an der östlichen Landesgrenze von Hamburg. Klein-Moor hatte am 30. November 2022 74 Einwohner und ist größer als das angrenzende Groß-Moor. Der Ort, der seit dem 1. Juli 1972 zur Gemeinde Seevetal gehört, liegt direkt an der A 1, die westlich verläuft.

## Politik
Der Ortsrat, der die Seevetaler Ortsteile Meckelfeld und Klein-Moor gemeinsam vertritt, setzt sich aus 19 Mitgliedern zusammen. Die Ratsmitglieder werden durch eine Kommunalwahl für jeweils fünf Jahre gewählt.
Die vergangenen Ortsratswahlen ergaben die folgenden Sitzverteilungen:
| Wahljahr | SPD                                                                               | CDU | Grüne | FWG | FDP | Gesamt   |
| 2021     | 5                                                                                 | 6   | 3     | 4   | 1   | 19 Sitze |
| 2016     | 9                                                                                 | 6   | 3     | 2   | -   | 20 Sitze |
|          | __________________________ FWG: Freie-Wähler-Gemeinschaft Landkreis Harburg e. V. |     |       |     |     |          |

Letzte Kommunalwahl am 12. September 2021